# Calcio ai Giochi asiatici
Il calcio maschile è presente ai Giochi asiatici, fin dalla prima edizione a partire dal 1951. A partire dall'edizione 2002 il torneo è esteso solo alle nazionali Under-23.

## Edizioni

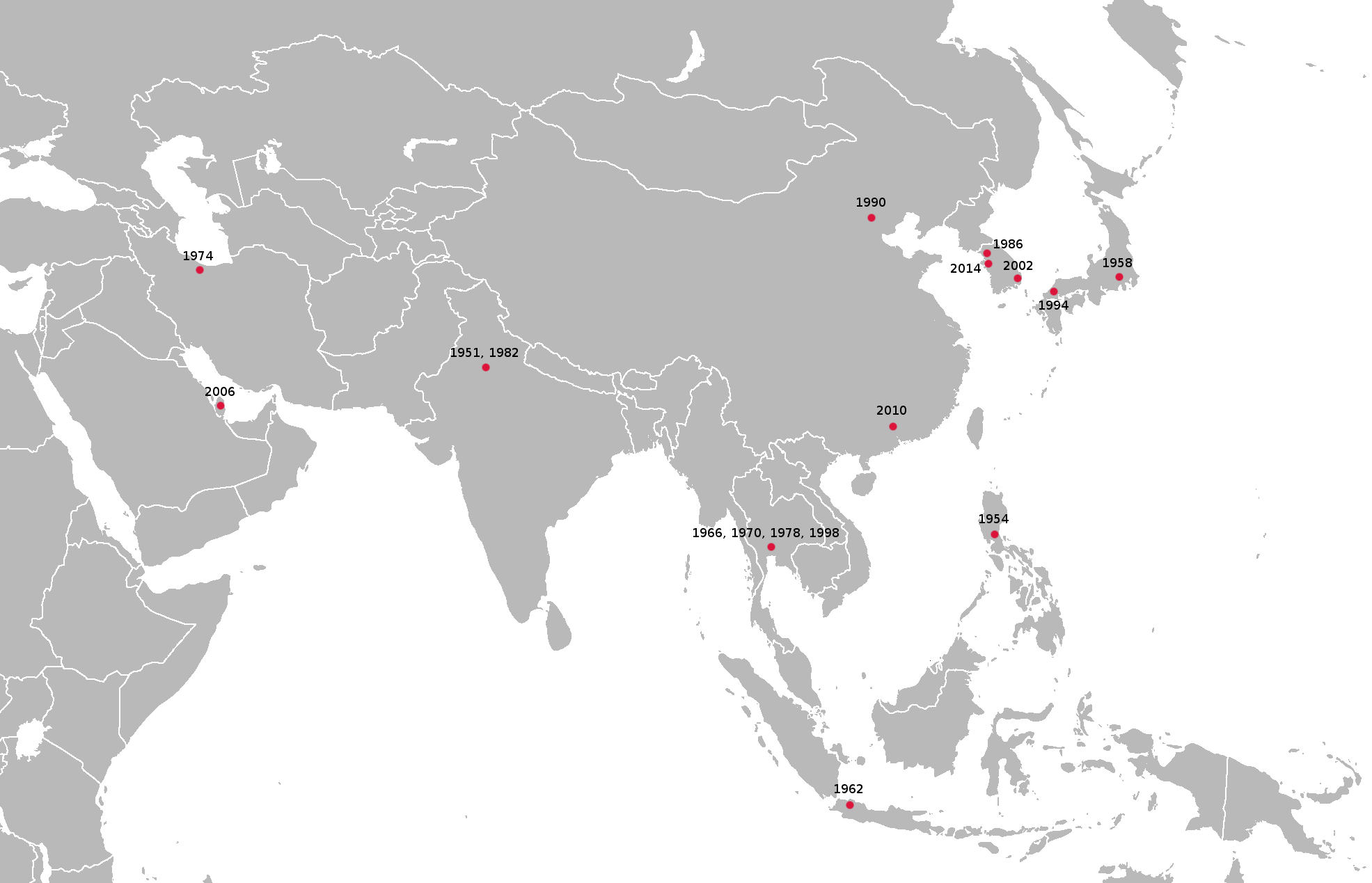
Paesi organizzatori dei Giochi asiatici fino al 2014. I puntini indicano le città che hanno ospitato le varie edizioni.

| Anno          | Ospitante          |                              | Finale per la medaglia d'oro | Finale per la medaglia d'oro | Finale per la medaglia d'oro |                       | Finale per la medaglia di bronzo | Finale per la medaglia di bronzo | Finale per la medaglia di bronzo |
| Anno          | Ospitante          | Oro                          | Risultato                    | Argento                      | Bronzo                       | Risultato             | Quarto posto                     |                                  |                                  |
| 1951 Dettagli | Nuova Delhi        | India                        | 1-0                          | Iran                         | Giappone                     | 2-0                   | Afghanistan                      |                                  |                                  |
| 1954 Dettagli | Mania              | Taiwan                       | 5 – 2                        | Corea del Sud                | Birmania                     | 5-4                   | Indonesia                        |                                  |                                  |
| 1958 Dettagli | Tokyo              | Taiwan                       | 3-2                          | Corea del Sud                | Indonesia                    | 4-1                   | India                            |                                  |                                  |
| 1962 Dettagli | Giacarta           | India                        | 2-1                          | Corea del Sud                | Malaysia                     | 4-1                   | Vietnam del Sud                  |                                  |                                  |
| 1966 Dettagli | Bangkok            | Birmania                     | 1-0                          | Iran                         | Giappone                     | 2-0                   | Singapore                        |                                  |                                  |
| 1970 Dettagli | Bangkok            | Birmania Corea del Sud       | 0 - 0                        |                              | India                        | 1 - 0                 | Giappone                         |                                  |                                  |
| 1974 Dettagli | Teheran            | Iran                         | 1-0                          | Israele                      | Malaysia                     | 2-1                   | Corea del Nord                   |                                  |                                  |
| 1978 Dettagli | Bangkok            | Corea del Nord Corea del Sud | 0 – 0                        |                              | Cina                         | 1 - 0                 | Iraq                             |                                  |                                  |
| 1982 Dettagli | Nuova Delhi        | Iraq                         | 1 – 0                        | Kuwait                       | Arabia Saudita               | 2 – 0                 | Corea del Nord                   |                                  |                                  |
| 1986 Dettagli | Seul               | Corea del Sud                | 2 – 0                        | Arabia Saudita               | Kuwait                       | 5 – 0                 | Indonesia                        |                                  |                                  |
| 1990 Dettagli | Pechino            | Iran                         | 0 - 0 dts (4 - 1) dcr        | Corea del Nord               | Corea del Sud                | 1 – 0                 | Thailandia                       |                                  |                                  |
| 1994 Dettagli | Hiroshima          | Uzbekistan                   | 4 – 2                        | Cina                         | Kuwait                       | 5 – 0                 | Corea del Sud                    |                                  |                                  |
| 1998 Dettagli | Bangkok            | Iran                         | 2 – 0                        | Kuwait                       | Cina                         | 3 – 0                 | Thailandia                       |                                  |                                  |
| 2002 Dettagli | Pusan              | Iran                         | 2 – 1                        | Giappone                     | Corea del Sud                | 3 – 0                 | Thailandia                       |                                  |                                  |
| 2006 Dettagli | Doha               | Qatar                        | 1 – 0                        | Iraq                         | Iran                         | 1 – 0                 | Corea del Sud                    |                                  |                                  |
| 2010 Dettagli | Canton             | Giappone                     | 1 – 0                        | Emirati Arabi Uniti          | Corea del Sud                | 4 – 3                 | Iran                             |                                  |                                  |
| 2014 Dettagli | Incheon            | Corea del Sud                | 1 – 0                        | Corea del Nord               | Iraq                         | 1 – 0                 | Thailandia                       |                                  |                                  |
| 2018 Dettagli | Giacarta-Palembang | Corea del Sud                | 2 - 1                        | Giappone                     | Emirati Arabi Uniti          | 1 - 1 dts (4 - 3) dcr | Vietnam                          |                                  |                                  |
| 2022 Dettagli | Hangzhou           | Corea del Sud                | 2 – 1                        | Giappone                     | Uzbekistan                   | 4 – 0                 | Hong Kong                        |                                  |                                  |
| 2026 Dettagli | Nagoya             |                              |                              |                              |                              |                       |                                  |                                  |                                  |